# Владимирський державний університет
Владимирський державний університет імені О. Г. та М. Г. Столєтових (рос. Владимирский государственный университет имени А. Г. и Н. Г. Столетовых) — вищий навчальний заклад Владимира. З квітня 2017 — один з регіональних опорних ВНЗ..
Носить ім'я братів Столєтових — фізика О. Г. Столєтова і воєначальника М. Г. Столєтова.

## Історія
- 1 серпня 1958 року постановою Ради Міністрів РРФСР відкрита Владимирска філія Московського вечірнього машинобудівного інституту з двома факультетами: механіко-технологічним і приладобудівним[3]
- У 1962 р Владимирська філія у зв'язку з ліквідацією Московського вечірнього машинобудівного інституту передано у відання Московського інституту електронного машинобудування
- У лютому 1964 р філія перетворена у Владимирський вечірній політехнічний інститут (ВВПІ). В цьому ж році був створений радіоприладобудівний факультет, першим деканом якого став Б. Ф. Градусов.
- 1969 г. — ВВПІ перетворений у Владимирський політехнічний інститут (ВПІ)
- У 1993 р ВПІ перетворений у Владимирський державний технічний університет (ВДТУ)
- 30 грудня 1996 р ВГТУ отримав статус Владимирського державного університету (ВлДУ), тобто став університетом класичного типу
- 31 березня 2011 року наказом Міністра освіти і науки А. А. Фурсенко Владимирский державний гуманітарний університет реорганізовано і приєднаний до ВлДУ як структурний підрозділ[4]

## Українці у ВлГУ
У 2010 році була зроблена спроба створити земляцтво українців в університет на основі групи «Українці ВлГУ» у соцмережі «ВКонтакті». Популярності спільнота так і не набула, але студенти ВлГУ взяли участь у другому (2012 рік, Пушкіно) та третьому (2013 рік, озеро Селігер) Українських молодіжних форумах Росії. А також організувати один з перших в Росії Мегамарш у вишиванках